# Burs pastorat
Burs pastorat är ett pastorat i Sudertredingens kontrakt i Visby stift på Gotland.
Pastoratet omfattar sedan 2006 följande församlingar:
- Stånga-Burs församling
- När-Lau församling

Pastoratets omfattning före 2006 återfinns i artikeln Burs församling. 
Pastoratskod är 120303